# Clipse
The Clipse es un dúo de hip hop nativo de Virginia. Formado por los hermanos Malice (nacido como Gene Thornton en 1973) y Pusha T (nacido como Terrence Thornton en 1977) en 1992, son más conocidos por su éxito "Grindin" de 2002 y por su afiliación con The Neptunes. 

## Biografía
The Clipse comenzó su carrera musical en 1993, cuando conocieron a Pharrell Williams, miembro del equipo de producción The Neptunes. Impresionado por el talento lírico del dúo, decidió trabajar con ellos y les ayudó a firmar un contrato con Elektra Records en 1997. Bajo Elektra lanzaron su primer álbum Exclusive Audio Footage, y su primer sencillo, "The Funeral". Sin embargo, el sencillo solo generó interés entre los fanes, no siendo correctamente promovido por Elektra, quienes decidieron volcarse comercialmente con otros artistas y grupos de su plantel. Por este motivo, "The Funeral" no tuvo ningún impacto y fue considerado un fracaso. El álbum fue aplazado indefinidamente, y Clipse fue liberado de su contrato.
En 2001, Pharrell Williams firmó al dúo por Arista Records a través de su nuevo sello Star Trak. Bajo Arista/Star Trak lanzaron su primer álbum Lord Willin´ el 20 de agosto de 2002. El álbum alcanzó el #1 en la lista Top R&B/Hip-Hop Album de Billboard y #4 en Billboard 200, consiguiendo éxito con sus dos primeros singles "Grindin" y "When the Last Time", #34 y #19 en Billboard Hot 100, respectivamente. "Ma, I Don't Love Her" con Faith Evans fue el tercer sencillo, teniendo un moderado éxito, aunque nada comprable con los dos anteriores ya que su mejor puesto fue el #86 en Hot 100. Tras esto, el 1 de octubre de 2002, un mes después de su lanzamiento, el álbum fue certificado oro por la RIAA.
A finales de 2003, Clipse comenzó a grabar el material de su próximo álbum, Hell Hath No Fury. Tras muchos problemas y aplazamientos de fechas, el álbum saldrá a la venta en octubre de 2006. El primer sencillo es "Mr. Me Too" con Pharrell Williams.
En marzo de 2009 salió al mercado su último trabajo Till The Casket Drops.

## Discografía

### Álbumes de estudio
- No lanzado: Exclusive Audio Footage
- 2002: Lord Willin´ #4 US (Platino)
- 2006: Hell Hath No Fury
- 2025: Let God Sort Em Out

### Mixtapes
- 2004: We Got It 4 Cheap: Vol. 1
- 2005: We Got It 4 Cheap: Vol. 2
- 2006: We Got the Remixes: Vol. 1
- 2007: We Got It 4 Cheap: Vol. 3
- 2008: Road to Till The Casket Drops
- 2009: Til The Casket Drops